# Dieri
Die Dieri sind ein Stamm der Aborigines und sie bilden auch eine eigene Sprachgemeinschaft. Der Stamm lebt in dem Wüstengebiet von South Australia, das die Simpsonwüste, Strzeleckiwüste und Tirariwüste umfasst. Sie leben am Delta des Cooper Creek bis zum östlichen Lake Eyre.

## Landrecht
Die Dieri haben seit 1997 ein (nicht exklusives) Besitzrecht auf 87.733 Quadratkilometer Land, das in einem Gesetzakt, im Dieri Native Title Claim festgeschrieben ist. Das Gebiet, das die Dieri nutzen dürfen, erstreckt sich vom Osten des Lake Eyre über den Norden nach Muloorina bis zum Warburton River und bis östlich von Killalapaninna hin. Es umfasst die Landmarken Cooper Creek and Leigh Creek, Lake Howitt, Lake Hope, Lake Gregory und Clayton River.

## Alternativnamen
Alternativnamen für die Dieri sind: Diari, Diyeri, Dieyerie, Deerie, Dayerrie, Dthee-eri Kunari bei Cooper Creek, Koonarie, Wongkadieri bei Arabana, Tiari (bei den südlichen Arrernte) Urrominna, Kujani, Tirari und Diyari.

## Sprache
Die Sprache der Dieri ist ausgestorben.